# 美園櫻
美園櫻（日语：／，6月17日—），暱稱，前寶塚歌劇團月組主演娘役，是珠城りょう第二任相手。東京都江戶川區人，身高164公分，A型，曾就讀於大妻高等學校。

## 簡介
- 2011年，考進寶塚音樂學校。
- 2013年，以第一名的成績進入寶塚歌劇團，為99期生，同期生有帆純まひろ(現花組男役)、諏訪さき(現雪組男役)，初舞台是雪組『ベルサイユのばら(凡爾賽玫瑰)』[1]。另外她的堂妹是星組娘役詩花すず(107期生)。
- 2014年，被選為拍攝阪急電鐵初詣海報的模特兒，同年被分配到月組。
- 2015年，第一次擔任新人公演女主角是在月組『1789-バスティーユの恋人たち-』的新人公演[2]，總共擔任了三次新人公演女主角。
- 2016年，寶塚Bow Hall公演『FALSTAFF』是她第一次擔任寶塚Bow Hall公演的女主角[3]，緊接著2017年的寶塚Bow Hall公演『Arkadia』她二度擔任女主。
- 2018年在TBS赤坂ACT劇場的公演『雨に唄えば(萬花嬉春)』[4]，她首次擔任東上公演女主角。同年11月19日升任月組主演娘役，擔任珠城りょう的第二任相手，披露目是在東京國際論壇公演的『ON THE TOWN（オン・ザ・タウン）(錦城春色)』[5][6]，大劇場披露目是『夢現無双』[7]。
- 2021年8月15日，『櫻嵐記』東京公演結束後，和珠城一起退團[8]；因為新冠肺炎影響，比預定的時間延後半年退團。退團後她考進了慶應大學的研究所，是少數以寶塚主演身分退團後，選擇回到學校深造的人[9]。
- 2024年8月，她在產經新聞定期發表名為「Mind of sakura」的付費播客(Podcast)提到，自己已於7月結婚[10]。

## 寶塚歌劇團時期

### 初舞台及各組輪流演出
- 2013年4-5月 寶塚大劇場 雪組 『ベルサイユのばら-フェルゼン編-(凡爾賽玫瑰-菲爾遜篇)』
- 2013年6-7月 東京寶塚劇場 雪組 『ベルサイユのばら-フェルゼン編-(凡爾賽玫瑰-菲爾遜篇)』
- 2013年9-12月 宙組 『風と共に去りぬ(亂世佳人)』

### 月組時期
- 2014年3-6月 『宝塚をどり』『明日への指針-センチュリー号の航海日誌-』新人公演 飾演:ミーナ (正式公演:花陽みら)/『TAKARAZUKA 花詩集100!!』新人公演 飾演:少女 (正式公演:海乃美月)
- 2014年7-8月 日本青年館、梅田藝術劇場『THE KINGDOM』飾演:イヴリン
- 2014年9-12月 『PUCK（パック）(改編莎士比亞原作喜劇「仲夏夜之夢」』新人公演 飾演:ケシの実 (正式公演:晴音アキ) ／マギー・メイ (正式公演:叶羽時) 『CRYSTAL TAKARAZUKA-イメージの結晶-』
- 2015年2-3月 中日劇場 『風と共に去りぬ(亂世佳人)』
- 2015年4-7月 『1789-バスティーユの恋人たち-(1789：巴士底獄的戀人)』 新人公演 飾演:マリー・アントワネット(瑪莉安東妮王后) (正式公演:愛希れいか)＊首次擔任新人公演女主角[2]
- 2015年9月 寶塚Bow Hall 『A-EN（エイエン） ARI VERSION』飾演:サンドリーヌ・ヒューストン[11]
- 2015年11-2016年2月 『舞音-MANON-』 飾演:水之聖靈 新人公演 飾演:カロリーヌ・ド・ルロワ[12] (正式公演:早乙女わかば) 『GOLDEN JAZZ』
- 2016年6-9月 『NOBUNAGA〈信長〉-下天の夢-』新人公演 飾演:まつ(松/芳春院) (正式公演:花陽みら)[13] 『Forever LOVE!!』
- 2016年10月 寶塚Bow Hall 『FALSTAFF』飾演:ジュリエット  ＊首次擔任寶塚Bow Hall公演女主角[3]
- 2016年10-11月 寶塚Bow Hall 『Bow Singing Workshop〜月〜』
- 2017年1-3月 『グランドホテル(大饭店)』飾演:接線生 新人公演 飾演:トッツィ (正式公演:咲希あかね)[14] 『カルーセル輪舞曲（ロンド）』
- 2017年5月 博多座 『長崎しぐれ坂』飾演:お吉[15]／精霊流しの女 『カルーセル輪舞曲（ロンド）』
- 2017年7-10月 『All for One』飾演:マリーアンヌ(玛丽·安妮·曼奇尼) 新人公演 飾演:マリア・テレサ(西班牙的玛丽-泰蕾莎)[16] (正式公演:海乃美月)
- 2017年12月 寶塚Bow Hall 『Arkadia-アルカディア-』飾演:ダリア ＊擔任寶塚Bow Hall公演女主角[17]
- 2018年2-5月 『カンパニー-努力（レッスン）、情熱（パッション）、そして仲間たち（カンパニー）-』飾演:鈴木舞 新人公演 飾演:高崎美波 (正式公演:愛希れいか) 『BADDY（バッディ）-悪党（ヤツ）は月からやって来る-』飾演:スパイシー ＊擔任新人公演女主角[18]
- 2018年6-7月 TBS赤坂ACT劇場 『雨に唄えば(萬花嬉春)』飾演:キャシー・セルダン(Kathy Selden) ＊首次擔任東上公演女主角
- 2018年8-11月 『エリザベート-愛と死の輪舞（ロンド）-(伊莉莎白-愛與死的輪舞)』飾演:女官 新人公演 飾演:エリザベート(伊莉莎白皇后) (正式公演:愛希れいか) ＊擔任新人公演女主角、＊首次在公演結束謝幕時擔任歌姬(エトワール)

### 月組主演娘役時期
- 2019年1月 東京國際論壇 『ON THE TOWN（オン・ザ・タウン）(錦城春色)』飾演:アイヴィ・スミス ＊主演娘役披露目公演[5]
- 2019年3-6月 『夢現無双』飾演:お通(阿通) 『クルンテープ 天使の都』＊主演娘役大劇場披露目公演[7]
- 2019年7-8月 梅田藝術劇場 『ON THE TOWN（オン・ザ・タウン）(錦城春色)』 飾演:アイヴィ・スミス
- 2019年10-12月 『I AM FROM AUSTRIA-故郷（ふるさと）は甘き調（しら）べ-(改編奧地利音樂劇「我來自奧地利」)』飾演:エマ・カーター(艾瑪・卡特)[19]
- 2020年2月 御園座 『赤と黒(紅與黑)』飾演:レナール夫人(德雷纳夫人)[20]
- 2020年9月-2021年1月 『WELCOME TO TAKARAZUKA-雪と月と花と-』『ピガール狂騒曲(將莎士比亞原作喜劇第十二夜改編至1900年代)』飾演:ガブリエル・コレット(科萊特)
- 2021年5-8月 『桜嵐記（おうらんき）』飾演:弁内侍 『Dream Chaser』[8]＊退團公演、＊在公演結束謝幕時擔任歌姬(エトワール)

### 其他寶塚相關表演活動
- 2016年4月22-23日 逸翁美術館マグノリアホール(Magnolia Hall) 第8回『マグノリアコンサート・ドゥ･タカラヅカ』[21]
- 2017年12月21日-22日 梅田藝術劇場 タカラヅカスペシャル2017『ジュテーム・レビュー-モン・パリ誕生90周年-』(2017年Takarazuka Special音樂會 『ジュテーム・レビュー-モン・パリ誕生90周年-』)[22]
- 2018年12月21日-22日 梅田藝術劇場 タカラヅカスペシャル2018『Say! Hey! Show Up!!』(2018年Takarazuka Special音樂會 『Say! Hey! Show Up!!』)[23]
- 2019年10月29日 寶塚大劇場 第55回『寶塚舞踴會〜祝舞御代煌（いわいまうみよのきらめき）〜』
- 2021年3月23日 宝塚ホテル1階「宝寿」(寶塚飯店1樓「寶壽」宴會廳) 美園さくらミュージック・サロン『FROM SAKURA』(美園さくら音樂沙龍『FROM SAKURA』)※主演[24]

## 寶塚歌劇團退團後
- 2024年9月28日-10月20日 東急シアター・オーブ(東急Orb劇場)、11月5-6日 梅田藝術劇場 『Death Takes a Holiday』(死神假期)[25]

## 外部連結
- 美園退團後的訪談（页面存档备份，存于）
- 美園退團發表的新聞報導（页面存档备份，存于）
- 東京都會電視台網站美園櫻簡介宝塚カフェブレイク登場人物美園 さくら，存档于Archive.today（存檔日期 20250422）